# Lycosa carbonelli
Lycosa carbonelli är en spindelart som beskrevs av Costa och Capocasale 1984. Lycosa carbonelli ingår i släktet Lycosa och familjen vargspindlar.
Artens utbredningsområde är Uruguay. Inga underarter finns listade i Catalogue of Life.